# Bromure de méthylammonium
Le bromure de méthylammonium est un composé chimique de formule CH3NH3Br. C'est le sel de méthylamine CH3NH2 et d'acide bromhydrique HBr. Il est l'un des halogénures de méthylammonium utilisés pour la production de certaines cellules photovoltaïques à pérovskite, en particulier pour moduler l'absorption, la conductivité et la bande interdite des pérovskites en triiodure de plomb méthylammonium CH3NH3PbI3 (MAPbI3) obtenues avec l'iodure de méthylammonium CH3NH3I et l'iodure de plomb(II) PbI2.
On peut l'obtenir en faisant réagir des quantités équimolaires de méthylamine CH3NH2 avec de l'acide bromhydrique HBr avant évaporation à 45 °C laissant un résidu de bromure de méthylammonium :
CH3NH2 + HCl ⟶ CH3NH3Cl.